# Mohamed Djaït
Mohamed Djaît, né en 1851 à Tunis et décédé en 1918 à Tunis, est un ouléma tunisien. 

## Jeunesse et formation
Il naît dans une famille de la grande notabilité tunisoise composée d'intellectuels et de religieux. Son père, Hammouda Djaït, est un important notaire (adl-chahed). Il apprend tout jeune le Coran et obtient une licence en sciences religieuses.

## Carrière
Il devient témoin puis fonctionnaire au trésor public. Il gravit les échelons, devient président des notaires et enseigne les sciences religieuses et la rhétorique à la Zitouna puis au Collège Sadiki. Il est désigné mufti malikite de Tunis en 1912 et le reste jusqu'à sa mort.
Il est connu pour ses nombreuses publications dans le domaine des sciences religieuses. Ses poèmes reflètent une tendance religieuse et mystique. Son livre Hachiya Aala Ettankih, est une œuvre importante dans l'explication de la religion musulmane.

## Publications
- Hachiya Aala Ettankih
- Tarajim Ulama Tounes (coauteur)
- Takarir Sahih Moslem
- Charh El Barda